# Aissata Kane
Aïssata Kane, conocida también como Aïssata Touré Kane (Dar El Barka, Brakna, 18 de agosto de 1938-Nuakchot, 10 de agosto de 2019) fue una política mauritana militante de los derechos de las mujeres. En 1975 fue designada ministra de la Protección de la Familia y Asuntos Sociales convirtiéndose en la primera mujer ministra en su país. Fue también fundadora en 1961 de la Unión Nacional de Mujeres de Mauritania.

## Biografía
Aïssata Kane nació en 1938 en Dar El Barka,en el valle del río Senegal a 350 kilómetros de Nuakchot. Pertenecía a una familia con importante poder político y religioso local. Era hija de Mame Ndiack Elimane Abou Kane influyente jefe de distrito entre 1923 a 1976. Estudió primaria y secundaria en Saint-Louis, entonces capital de Senegal y de Mauritania, siendo una de las primeras niñas autorizadas a estudiar, algo impensable en aquella época. Después se prosiguió sus estudios en Senegal. 
Se casó con Moctar Touré, un funcionario de Francia (antes la independencia) trasladado a Bruselas. Estudió un año de sociología en la Universidad libre de Bruselas y obtuvo un diploma de letras. La pareja regresó a Nuakchot con la proclamación de la independencia en noviembre de 1960. Fue profesora de francés de 1963 a 1967.
Su primera lucha fue crear en 1957 un comité para la escolarización de las niñas y tras la independencia, en 1961, fue cofundadora de la Unión Nacional de las Mujeres de Mauritania. Se adhiere al Partido del Pueblo Mauritano (PPM), en aquellos tiempos partido único. Fue también miembro del Consejo Superior de la Juventud, después miembro del Consejo Superior de las Mujeres, una institución creada poco después de la independencia para favorecer la igualdad de acceso de las mujeres a la educación y a la economía. Presidió este consejo de 1971 a 1978.
También dirigió la revista Mariemou destinada a las mujeres mauritanas con el apoyo de la primera, Mariem Daddah.
En 1975, fue nombrada ministra de Protección de la Familia y de Asuntos Sociales convirtiéndose en la primera mujer ministra en Mauritania. Para avanzar en los derechos de las niñas condiciona la atribución de alojamiento familiar a la presentación de certificados de escolaridad de las hijas. También enfrenta el problema cultural de la sobrealimentación forzada de las jóvenes, una práctica anclada en las costumbres que considera la obesidad un canon de belleza utilizada para facilitar un matrimonio precoz. Sin embargo su presencia al frente del ministerio duró apenas tres años hasta 1978 cuando el gobierno, debilitado por el conflicto armado entre Mauritania y el Frente Polisario fue derrocado por junta militar.
Desde ese momento se mantiene distanciada del poder en Mauritania y centra sus esfuerzos en la acción internacional. Fue consultora de organizaciones de las Naciones Unidas, presidenta de diferentes organismos, entre ellos la Unión internacional de los organismos familiares después la Organización panafricana de la familia, después la Asociación internacional de las mujeres francófonas. Presidió igualmente una asociación ecológica para el amparo del medio ambiente en Mauritania.

## Derechos de las mujeres
Kane desarrolló una reputación nacional como defensora de los derechos de las mujeres y las niñas antes de convertirse en ministra y formar parte del gobierno. Dirigió sus esfuerzos para mejorar la salud y la educación de las mujeres en Mauritania, y cuando al país adoptó un nuevo código legal presionó con éxito al gobierno para incluir una disposición sobre los derechos conyugales. También logró introducir una cuota de representación femenina en el Parlamento de Mauritania, que inicialmente se situó en el diez por ciento y se ha elevado desde entonces. Durante el tiempo que se mantuvo en el ministerio, Kane introdujo un programa con el objetivo de reducir la tasa de matrimonios polígamos, con una incidencia menor. En cuanto al tema de la mutilación genital femenina, una práctica extendida en Mauritania planteó la necesidad de que "todos aquellos involucrados en llevar a cabo el procedimiento" se enfrentaran a diversas penas y trabajó para la erradicación de la práctica. Kane recibió el apoyo de parte de los funcionarios gubernamentales de alto rango, entre ellos el propio presidente Daddah, pero algunas de sus más radicales reformas tuvieron la oposición de los religiosos conservadores.